# Frome (rivière du Somerset)
Pour les articles homonymes, voir Frome (homonymie).
La Frome est une rivière anglaise qui coule dans le comté du Somerset. Elle est un affluent de l'Avon.